# John Nwankwo
John Chetauya Nwankwo Donald Okeh, noto semplicemente come John Nwankwo (Murcia, 30 agosto 2000), è un calciatore spagnolo, difensore dell'Elche.

## Carriera
Nato a Murcia da genitori di origine nigeriana, è cresciuto nel settore giovanile del Villarreal; nella stagione 2019-2020 gioca otto partite con la terza squadra del Submarino Amarillo. Nel 2020 si trasferisce all'Elche, che lo aggrega alla seconda squadra. Debutta in prima squadra il 16 ottobre, in occasione dell'incontro della Coppa del Re vinto per 1-2 contro il Buñol. Tre giorni dopo debutta anche nella Liga, disputando l'incontro perso per 3-1 contro l'Atlético Madrid. Il 4 febbraio 2022 prolunga il suo contratto fino al 2025.

## Statistiche

### Presenze e reti nei club
Statistiche aggiornate al 17 giugno 2023.
| Stagione               | Squadra                | Campionato             | Campionato | Campionato | Coppe nazionali | Coppe nazionali | Coppe nazionali | Coppe continentali | Coppe continentali | Coppe continentali | Altre coppe | Altre coppe | Altre coppe | Totale | Totale |
| Stagione               | Squadra                | Comp                   | Pres       | Reti       | Comp            | Pres            | Reti            | Comp               | Pres               | Reti               | Comp        | Pres        | Reti        | Pres   | Reti   |
| ---------------------- | ---------------------- | ---------------------- | ---------- | ---------- | --------------- | --------------- | --------------- | ------------------ | ------------------ | ------------------ | ----------- | ----------- | ----------- | ------ | ------ |
| 2019-2020              | Villarreal C           | TD                     | 8          | 0          |                 | -               | -               |                    | -                  | -                  |             | -           | -           | 8      | 0      |
| 2020-2021              | Elche Ilicitano        | TD                     | 17         | 1          |                 | -               | -               |                    | -                  | -                  |             | -           | -           | 17     | 1      |
| 2021-2022              | Elche Ilicitano        | TDR                    | 4          | 0          |                 | -               | -               |                    | -                  | -                  |             | -           | -           | 4      | 0      |
| Totale Elche Ilicitano | Totale Elche Ilicitano | Totale Elche Ilicitano | 21         | 1          |                 | -               | -               |                    | -                  | -                  |             | -           | -           | 21     | 1      |
| 2020-2021              | Elche                  | PD                     | 2          | 0          | CR              | 2               | 0               |                    | -                  | -                  |             | -           | -           | 4      | 0      |
| 2021-2022              | Elche                  | PD                     | 2          | 0          | CR              | 3               | 0               |                    | -                  | -                  |             | -           | -           | 5      | 0      |
| 2022-2023              | Elche                  | PD                     | 14         | 0          | CR              | 1               | 0               |                    | -                  | -                  |             | -           | -           | 15     | 0      |
| Totale Elche           | Totale Elche           | Totale Elche           | 18         | 0          |                 | 6               | 0               |                    | -                  | -                  |             | -           | -           | 24     | 0      |
| Totale carriera        | Totale carriera        | Totale carriera        | 47         | 1          |                 | 6               | 0               |                    | -                  | -                  |             | -           | -           | 53     | 1      |